# Muspunggrävlingar
Muspunggrävlingar (Microperoryctes) är ett släkte däggdjur i familjen punggrävlingar. Till släktet räknas fyra eller fem arter som lever i Nya Guineas regnskog.
Det vetenskapliga släktnamnet är sammansatt av det gammalgrekiska ordet mikros (mycket litet) och släktnamnet Peroryctes, som avser andra pungdjur i samma underfamilj.

## Beskrivning
Muspunggrävlingar är i jämförelse till andra punggrävlingar små. De har en spetsig nos, långa öron samt en lång och mjuk päls. I bergstrakter förekommer dessa pungdjur upp till 4 500 meter över havet. Det är nästan ingenting känt om arternas levnadssätt. Som föda antas frukter och olika smådjur. Dessutom antas att varje individ lever ensam. Muspunggrävlingar skapar boet bland trädens rötter. Honor med en till fyra ungar hittades nästan hela året om. Annars är fortplantningssättet okänt.
Även angående populationsstorleken och hot är informationsläget dåligt. IUCN listar två arter som livskraftig (least concern) och två arter med kunskapsbrist (data deficient).

## Arter
Enligt Wilson & Reeder (2005) skiljs mellan tre arter och dessutom blev en underart till M. murina godkänd som egen art.
- Microperoryctes murina når en kroppslängd mellan 15 och 17 cm och därtill kommer en cirka 11 cm lång svans. Arten är bara känd från tre individer som hittades i bergstrakter i västra Nya Guinea. Pälsen är vanligen grå utan markeringar. Troligen lever den delvis underjordisk.
- Microperoryctes aplini beskrevs 2004 för första gången som självständig art. Den är lite mindre än förstnämnda arten (14 till 16 cm kroppslängd). Arten har en svart längsgående strimma på ryggen och svansen har en vit spets. Den lever på Fågelhuvudhalvön.
- Microperoryctes papuensis är med en kroppslängd mellan 18 och 20 cm (utan svans) och en vikt omkring 180 g lite större. Pälsen är mörkgrå med påfallande svarta strimmor på ryggen och i ansiktet. Arten hittades i sydöstra Nya Guinea mellan 1 200 och 2 600 meter över havet.
- Microperoryctes longicauda är med en kroppslängd mellan 25 och 29 cm (utan svans) och en vikt upp till 670 g den största arten. Pälsens grundfärg är rödbrun till ljusbrun och några individer har svarta strimmor på kroppen. Arten lever i centrala Nya Guinea upp till 4 500 meter över havet. En population med mera påfallande strimmor på sidorna listas ibland som självständig art, Microperoryctes ornata, men vanligen betraktas den som underart till Microperoryctes longicauda.